# Keith Van Horn
Keith Adam Van Horn (Fullerton, California; 23 de octubre de 1975) es un exjugador de baloncesto estadounidense que disputó nueve temporadas en la NBA. Mide 2,08 y jugaba de alero.

## Trayectoria deportiva

### Universidad
Jugó durante 4 años con los Utes de la Universidad de Utah, llegando a ser el primer jugador en la historia de la Western Athletic Conference en ser nombrado Jugador del Año en tres ocasiones consecutivas, y el segundo en ser elegido durante las cuatro temporadas universitarias en el mejor equipo de la conferencia. Promedió en total 20,8 puntos y 8,8 rebotes, y es el máximo anotador en la historia de la WAC y de Utah Utes, con 2542 puntos.

### Profesional
Fue elegido en la segunda posición del  Draft de la NBA de 1997 por Philadelphia 76ers, que automáticamente lo traspasó a New Jersey Nets a cambio de Tim Thomas. En su primera temporada, y saliendo de titular en todos los partidos que disputó, acabó promediando 19,7 puntos y 6,6 rebotes, lo que le permitió ser elegido para el mejor quinteto de rookies del año. Jugó 4 temporadas más allí, rindiendo siempre a un buen nivel.
En la temporada 2002-03 fue traspasado a Philadelphia 76ers, donde sólo jugó ese año, pasando en las tres temporadas siguientes por New York Knicks, Milwaukee Bucks y Dallas Mavericks, su último equipo, hasta que decidió dejar el baloncesto. En las 9 temporadas que ha jugado en la NBA ha promediado 16 puntos y 6,8 rebotes por partido.
El 19 de febrero de 2008, sus derechos fueron traspasado a New Jersey Nets junto con Trenton Hassell, Devin Harris, Maurice Ager y las elecciones de primera ronda de los drafts de 2008 y 2010, a cambio de Jason Kidd, Antoine Wright y Malik Allen.
En la temporada 2006-07 decidió renunciar a su contrato de 15 millones de dólares para estar más tiempo con su familia. Además ha sido traspasado en dos ocasiones a cambio del mismo jugador, Tim Thomas, en 1997 y en 2004.

## Estadísticas de su carrera en la NBA

### Temporada regular
| Año     | Equipo       | PJ  | PT  | MPP  | %TC  | %3P  | %TL  | RPP | APP | ROB | TPP | PPP  |
| ------- | ------------ | --- | --- | ---- | ---- | ---- | ---- | --- | --- | --- | --- | ---- |
| 1997–98 | New Jersey   | 62  | 62  | 37.5 | .426 | .308 | .846 | 6.6 | 1.7 | 1.0 | .4  | 19.7 |
| 1998–99 | New Jersey   | 42  | 42  | 37.5 | .428 | .302 | .859 | 8.5 | 1.5 | 1.0 | 1.3 | 21.8 |
| 1999–00 | New Jersey   | 80  | 80  | 34.8 | .445 | .368 | .847 | 8.5 | 2.0 | .8  | .8  | 19.2 |
| 2000–01 | New Jersey   | 49  | 47  | 35.4 | .435 | .382 | .806 | 7.1 | 1.7 | .8  | .4  | 17.0 |
| 2001–02 | New Jersey   | 81  | 81  | 30.4 | .433 | .345 | .800 | 7.5 | 2.0 | .8  | .5  | 14.8 |
| 2002–03 | Philadelphia | 74  | 73  | 31.6 | .482 | .369 | .804 | 7.1 | 1.3 | .9  | .4  | 15.9 |
| 2003–04 | New York     | 47  | 47  | 33.5 | .445 | .373 | .819 | 7.3 | 1.8 | 1.1 | .4  | 16.4 |
| 2003–04 | Milwaukee    | 25  | 15  | 30.6 | .472 | .458 | .945 | 6.3 | 1.5 | .6  | .6  | 15.7 |
| 2004–05 | Milwaukee    | 33  | 13  | 24.8 | .449 | .385 | .862 | 5.0 | 1.2 | .6  | .3  | 10.4 |
| 2004–05 | Dallas       | 29  | 3   | 23.6 | .462 | .375 | .783 | 4.4 | 1.2 | .5  | .3  | 12.2 |
| 2005–06 | Dallas       | 53  | 0   | 20.6 | .424 | .368 | .832 | 3.6 | .7  | .6  | .2  | 8.9  |
| Total   | Total        | 575 | 463 | 31.6 | .443 | .361 | .835 | 6.8 | 1.6 | .8  | .5  | 16.0 |

### Playoffs
| Año     | Equipo       | PJ | PT | MPP  | %TC  | %3P  | %TL   | RPP | APP | ROB | TPP | PPP  |
| ------- | ------------ | -- | -- | ---- | ---- | ---- | ----- | --- | --- | --- | --- | ---- |
| 1997–98 | New Jersey   | 3  | 3  | 25.7 | .448 | .000 | .800  | 3.0 | .3  | .0  | .0  | 12.7 |
| 2001–02 | New Jersey   | 20 | 20 | 32.2 | .402 | .440 | .714  | 6.7 | 2.1 | .9  | .4  | 13.3 |
| 2002–03 | Philadelphia | 12 | 12 | 33.5 | .382 | .438 | .900  | 7.5 | .8  | .8  | .2  | 10.4 |
| 2003–04 | Milwaukee    | 5  | 2  | 27.4 | .333 | .364 | .667  | 4.6 | 1.4 | 1.4 | .6  | 8.0  |
| 2004–05 | Dallas       | 3  | 0  | 11.0 | .467 | .000 | .889  | 2.0 | .3  | .3  | .0  | 7.3  |
| 2005–06 | Dallas       | 14 | 3  | 12.3 | .339 | .286 | 1.000 | 2.3 | .1  | .0  | .3  | 3.6  |
| Total   | Total        | 57 | 40 | 25.7 | .388 | .391 | .795  | 5.1 | 1.1 | .6  | .3  | 9.5  |